# Aérodrome de Stronsay
L'aérodrome de Stronsay (code IATA : SOY • code OACI : EGER) est situé à 28 km au nord-nord-est de l'aéroport de Kirkwall sur l'île de Stronsay, aux îles Orcades, en Écosse.

## Situation

### Carte des aéroports d'Écosse
| Aberdeen Barra Benbecula Campbeltown Colonsay Dundee Eday Édimbourg Fair Isle Foula Glasgow Glasgow-Prestwick Inverness Islay Kirkwall North Ronaldsay Oban Papa Westray Sanday Stornoway Stronsay Sumburgh Tingwall Tiree Westray Wick |

### Carte des aéroports des Orcades
| Eday Islay North Ronaldsay Papa Westray Sanday Stronsay Westray Kirkwall |

## Compagnies aériennes et destinations
| Compagnies | Destinations     |
| ---------- | ---------------- |
| Loganair   | Kirkwall, Sanday |